# 不伝流
不伝流（ふでんりゅう、旧字表記では「不傳流」）は日本の古流剣術の流派。
開祖は戦国末期の兵法指南・伊東不伝。
江戸時代には松江藩の御家流として伝わった。
装飾動作を一切廃した実戦本位の剣術を形を変える事なく現代に伝えている。

## 歴史

### 不傳流剣法
江戸時代初頭、伊東不伝の高弟である戸田市左衛門（孫一）が流派を継承し戸田不伝を称した。
徳川家康の身辺警護役を務めた戸田不伝は家康の命により同じ身辺警護の者達へ不傳流を伝授したと言われる。
家康公を守護する剣術流派として不傳流剣法が確立する。

### 不伝流居相
家康死後、戸田不伝は松江藩主松平直政に仕え、嫡子の戸田重昌が三代宗家を相続。
享保10年、重政が没したため、不伝流門下であった伊藤長太夫次春（伊藤不伝）が享保15年に松江藩へ仕官する。
伊藤次春は浅山一伝一存の高弟であったとされ、一存没後に戸田重昌へ師事したと推測される。
不傳流剣法へ浅山一伝流の技術を組み込み、新たに不伝流居相を確立、松江藩御家流として伝わる。

### 起源に関する諸説
小学館『日本大百科全書ニッポニカ』は「松江藩の不伝流伝書」を論拠として、浅山一伝一存（貞享4年、78歳没）の高弟・伊藤長太夫次春（不伝）が開いた流派とする。伊藤不伝は、師伝を整理し純粋なものを選んで居合の流派を立てたという。「浅山一伝」は浅山一伝流ほか諸流派で開祖もしくは開祖の師と伝えられるが、流派ごとに伝承が異なる。

### 松平不昧と不伝流居相
江戸時代、松江藩主松平治郷（不昧）が不伝流居相を研究。不伝流居相および新当流剣術・一指流管槍・樫原流鍵槍・直信流柔道を「五流」と唱えて藩士に習得を奨励した。不昧は不伝流の奥義を記した「坤の巻」を著し、当時の不伝流師範稲生田武右衛門の「乾の巻」とともに藩士子弟に伝えられた。
戸田家伝来の古文書によれば、松江戸田家六代目が嗣子なくして没したため、不昧の次男と思しき人物が戸田家を継承したという。

### 衰微
松江においては明治期に道場が消滅した。

### 再興
2012年、札幌在住で別の居合道師範であった戸田家後裔・戸田基治（十四世宗家戸田不伝）は、戸田家伝来の古文書を頼りとして不伝流を復活させた。松江においても、有志が戸田に学び不伝流再興を目指す動きがあり、不伝流居合松江支部が組織された。